# Ferrovia Leonforte-Nicosia
La ferrovia Leonforte - Nicosia era una ferrovia a scartamento ridotto di 950 mm (metrico italiano) costruita in parte e mai aperta all'esercizio.
Lunga poco più di 24 chilometri, avrebbe dovuto collegare la stazione di Leonforte, già capolinea della linea a scartamento ridotto proveniente da Dittaino (attivata tra il 1918 e il 1923), con la stazione terminale costruita ex novo a Nicosia.
Nelle intenzioni dei progettisti essa sarebbe stata la prosecuzione della rete a scartamento ridotto della Sicilia Centrale unendo direttamente Dittaino a Nicosia proseguendo da quest'ultima verso Mistretta, Reitano e Santo Stefano di Camastra.

## Storia
Questa linea, tratta integrante del collegamento proveniente da Dittaino, faceva parte di una prevista rete di collegamenti tra il Tirreno e la Sicilia centrale ideata allo scopo di creare un gruppo di linee che avrebbe servito buona parte dei centri abitati della zona interna dei Nebrodi e delle Madonie. Di tale rete, secondo i progetti elaborati da alcuni comitati promotori già dalla fine dell'Ottocento, era previsto che facessero parte le linee Taormina-Randazzo-Nicosia, Dittaino-Leonforte-Nicosia e Catania-Paternò-Nicosia-Mistretta-Santo Stefano di Camastra (quest'ultimo rielaborato nel corso degli anni '30 in Catania-Motta S.A.-Paternò-Regalbuto-Nicosia-Fiumetorto).
Fu solo nel 1902, a seguito delle conclusioni di un'apposita Regia Commissione e di una legge varata nel corso dell'anno, che venne definita la modalità di costruzione e di finanziamento delle linee interne siciliane: venne deciso che dette ferrovie dovevano essere costruite in economia e a scartamento ridotto. I lavori di costruzione delle linee della Sicilia centrale però non partirono se non dopo la costituzione delle Ferrovie dello Stato e il loro subentro nel 1906 alla Rete Sicula. 
La costruzione procedette molto a rilento, anche a causa della prima guerra mondiale che distolse fondi e manodopera da molte delle costruzioni di pubblica utilità.
La realizzazione della Leonforte-Nicosia fu inserita nel Piano Regolatore delle Ferrovie Secondarie Siciliane approvato dal Consiglio Superiore dei Lavori Pubblici in data 15 giugno 1914 nel quale era prevista la tratta Santo Stefano-Mistretta e Nicosia-Bronte).
Il 13 ottobre 1921 il Consiglio Superiore dei LL.PP. autorizzò il progetto del tratto Leonforte-Nicosia (parte della Leonforte-Bivio Paternò).
Tra il 1918 e il 30 settembre del 1923 venne aperta all'esercizio la prima parte afferente da Dittaino a Leonforte (a scartamento ridotto e con un tratto a cremagliera), mentre con regio decreto n. 1218 del 29 aprile 1923, vennero affidatati alla Compagnia Generale per Lavori e Servizi Pubblici, i lavori di prosecuzione della linea verso Nicosia, importante centro della provincia di Enna e capoluogo di un ampio circondario tuttavia il giornale locale "Il Fascio nicosiano" (Anno V - n.1) dell'11 gennaio 1925 riportava che l'inizio dei lavori non era ancora avvenuto.
Il 19 maggio 1925 i lavori di costruzione del primo tratto di ferrovia Nicosia-Bivio Salso risultavano affidati all'ingegnere Santoro della società concessionaria da parte dell’ingegnere Chauffourier, direttore dell’Ufficio speciale per le Ferrovie Secondarie.
I lavori vennero sospesi nel 1929 quando la linea era pressoché completata per la sede, le opere d'arte e i fabbricati.
La prima stazione prevista dopo 5 km da Leonforte, in località Cipolla, era denominata Bivio Paternò. Successivamente si incontravano le stazioni di Rocca Vutura, Villadoro, Sperlinga (fermata) e infine il capolinea di Nicosia.

## Percorso
La linea aveva origine dalla radice est del piazzale della stazione di Leonforte. Dopo una serie di strette curve e controcurve (alcune di 180°) e dopo aver superato con due viadotti (esistenti) altrettanti valloni (rilevante in particolare il viadotto San Giovanni a sette luci di 10m ciascuna), la linea si portava in affiancamento alla strada statale per Nicosia, superava con un terzo viadotto di tre luci un avvallamento e giunta in contrada Cipolla, sovrappassava con un ulteriore viadotto (ora in parte demolito) la strada statale accedendo alla radice sud del piazzale della stazione di Bivio Paternò, della quale si conservano il fabbricato viaggiatori (in stile unificato FS e modulo 4x3) e il fabbricato cessi. Del magazzino merci addossato al lato nord del fabbricaro viaggiatori non rimangono più tracce.
Dopo questo impianto la linea proseguiva in affiancamento alla strada per un certo tratto per poi distaccarsene verso est infilandosi in una trincea e superare un leggero contrafforte con una breve galleria (tuttora esistente). All'uscita della galleria la linea curvava verso ovest per riavvicinarsi in rilevato alla strada e dopo un ponticello tuttora esistenze la sovrappassava con un ponte di 10m di luce oggi demolito. Da questo punto la linea si distaccava dalla strada statale per avvicinarsi alla Contrada Scavo e dopo aver aggirato con una curva di 180° verso destra un declivio, con un'ulteriore curva decisa (90°) verso sinistra si entrava nel piazzale della stazione di Rocca Vutura (orientata in senso est-ovest a 735 m s.l.m.) della quale si conservano il restaurato fabbricato viaggiatori e una casa cantoniera in cattive condizioni. Ripartiti da questo impianto dopo una curva verso destra si accedeva al portale di ingresso sud (esistente) della lunga galleria di valico di Monte la Guardia (secondo alcune fonti non completata).
Ritornata allo scoperto nei pressi del fiume Salso (il portale nord della galleria di valico è ancora visibile) la linea correva in discesa verso nord, quindi con uno stretto tornante in galleria nei pressi della strada statale (del quale sono tuttora visibili entrambi i portali di accesso) la sottopassava perdendo quota rapidamente, quindi curvava verso ovest, sovrappassava con un ponte esistente una strada poderale e giunta a fondo valle, tornava a dirigersi verso nord, ri-scavalcando con un viadotto in curva di 4 archi (esistente) il fiume Salso ed entrando infine da sud nel piazzale della stazione di Villadoro tuttora visibile lungo la strada provinciale 19. Di questo impianto si incontravano nell'ordine (e si conservano) tutti gli edifici di stazione (in stile unificato FS): il magazzino merci (modulo 1x1), l'addossato fabbricato viaggiatori (modulo 3x3), il fabbricato cessi e una casa cantoniera (modificata nello stile architettonico).
Ripartita da Villadoro, la ferrovia dirigendosi verso nord superava nuovamente con un ponte a una sola luce (esistente) il Salso e subito dopo con una galleria (esistente) superava la stretta del fiume presente nei pressi del bivio tra la strada statale e la provinciale. La linea correva quindi parallela al fiume proseguendo a mezza costa tra il corso d'acqua e la statale, fino a superarlo nuovamente con un poderoso viadotto di cui rimangono cimate solo due pile e un piedritto laterale. La linea proseguiva (in direzione nord-est) la sua corsa sul fondovalle nei pressi del Salso, superava la fermata a servizio del paese di Sperlinga e si avvicinava alla salita verso Nicosia correndo parallelamente all'attuale viadotto stradale.
La linea piegava quindi verso destra correndo sul fianco di un declivio e superata una casa cantoniera (tuttora esistente, ma in cattive condizioni di conservazione), curvava decisamente verso sinistra ripiegandosi su se stessa e infilandosi in una galleria (esistente). Tornata allo scoperto, con un nuovo tornante continuava a salire in direzione est e, superato un casello (esistente), si dirigeva decisamente in direzione sud-est con un tragitto finalmente pressoché rettilineo, giungendo infine nella stazione terminale (passante) di Nicosia. Questo impianto, rispetto a molti altri dell'isola di ferrovie a scartamento ridotto, risulta di considerevoli dimensioni ed è dotato di tutti edifici in stile unificato FS: un monumentale fabbricato viaggiatori di notevoli dimensioni che è probabilmente il più grande dell'isola per un impianto destinato solamente allo scartamento ridotto, ed è costituito da un edificio con modulo 7x3 ed orologio lato strada (da tempo trasformato in casa di riposo), un isolato e grande magazzino merci di modulo 2x1 e una rimessa locomotive a due vie (tutti edifici ancora conservati).

### Percorso, stazioni e fermate

Stazione ferroviaria di Nicosia

Viadotti della linea

Resti di un viadotto sul Salso

|  | Unknown route-map component "exCONTg" |

|  | Unknown route-map component "exBHF" |

|  | Unknown route-map component "exhKRZWae" |

|  | Unknown route-map component "exhSTRae" |

|  | Unknown route-map component "exhSTRae" |

|  | Unknown route-map component "exSTRo" |

|  | Unknown route-map component "exhSTRae" |

|  | Unknown route-map component "exBHF" |

| Unknown route-map component "exLCONTgq" | Unknown route-map component "exABZgr" |

|  | Unknown route-map component "exTUNNEL1" |

|  | Unknown route-map component "exSTRo" |

|  | Unknown route-map component "exLBHF" |

|  | Unknown route-map component "exTUNNEL1" |

|  | Unknown route-map component "exhLKRZWae" |

|  | Unknown route-map component "exLBHF" |

|  | Unknown route-map component "exhLKRZWae" |

|  | Unknown route-map component "exTUNNEL1" |

|  | Unknown route-map component "exhLKRZWae" |

|  | Unknown route-map component "exLHST" |

|  | Unknown route-map component "exTUNNEL1" |

| Unknown route-map component "+d" | Unknown route-map component "exLABZg+l" | Unknown route-map component "exdLCONTfq" |

|  | Unknown route-map component "exBHF" |

| Unknown route-map component "exLCONTgq" | Unknown route-map component "exLABZgr" |

| Unknown route-map component "exLCONTgq" | Unknown route-map component "exLABZgr" |

| Unknown route-map component "exLCONTgq" | Unknown route-map component "exLABZgr" |

|  | Unknown route-map component "exLCONTf" |